# Daulatabad
Daulatabad – miasto w Afganistanie, w prowincji Balch. W 2017 roku liczyło 11 500 mieszkańców.